# Union de Transports Aériens
Union de transports aériens (скорочено UTA) — французька авіакомпанія. Існувала в 1963-1992.

## Історія

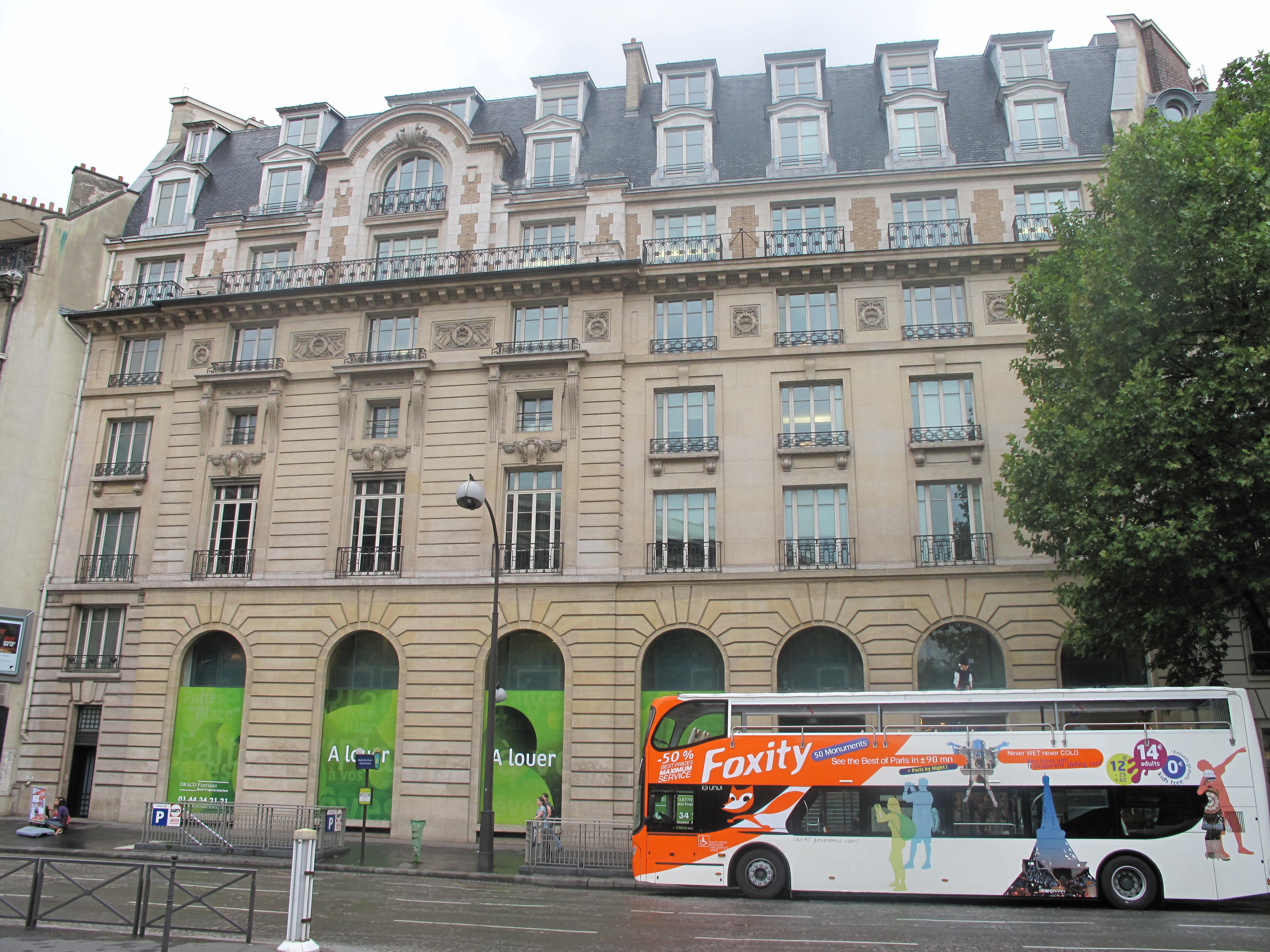
Будівля в якій зосереджувався офіс UTA

Авіакомпанія була заснована в 1963 році зі штаб-квартирою в Парижі. Основні напрямки були з Парижа в Східну і Південну Африку. У 1992 році UTA об'єдналася з Air France.

## Флот

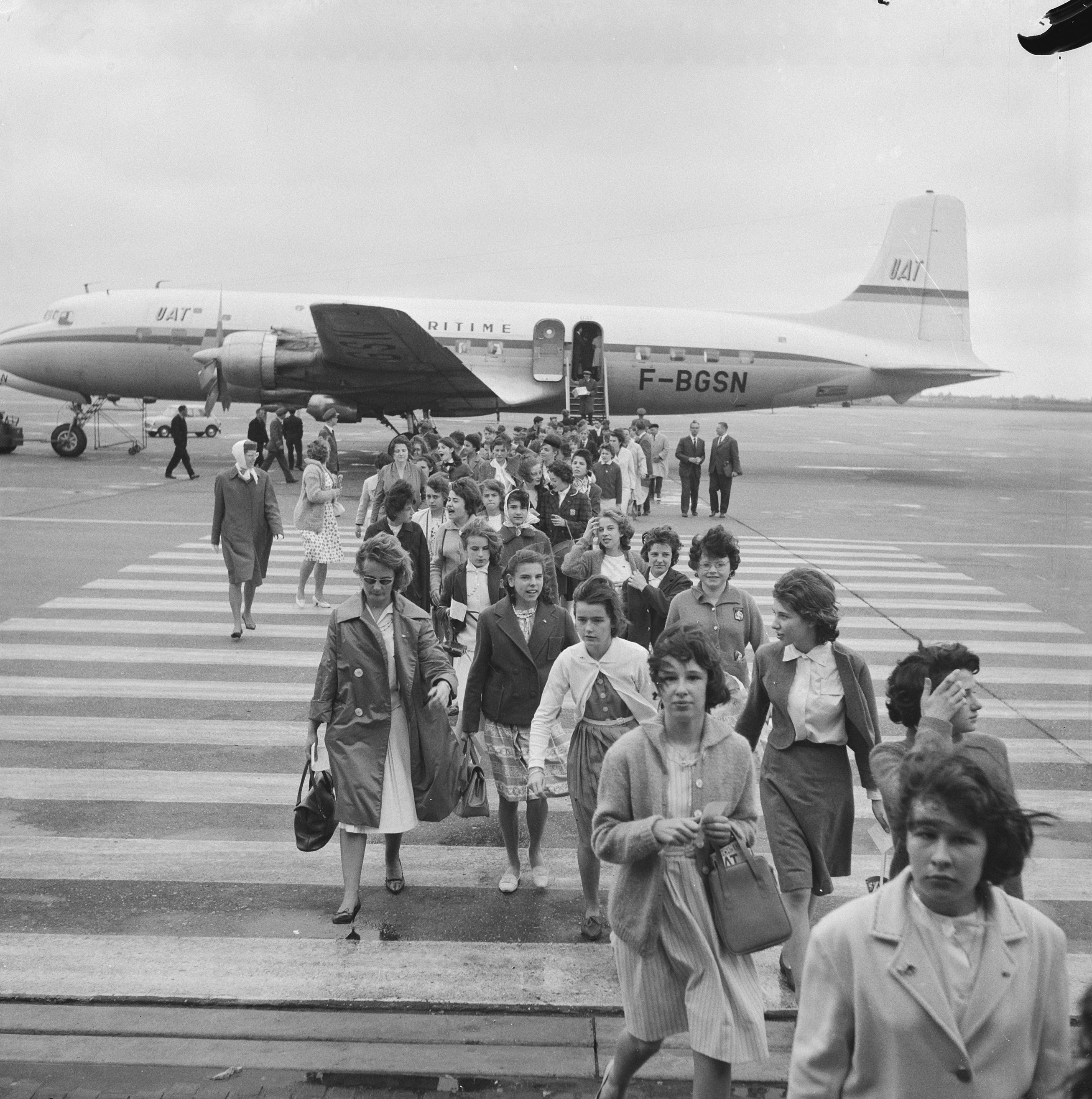
Висадка людей після рейсу на DC-6

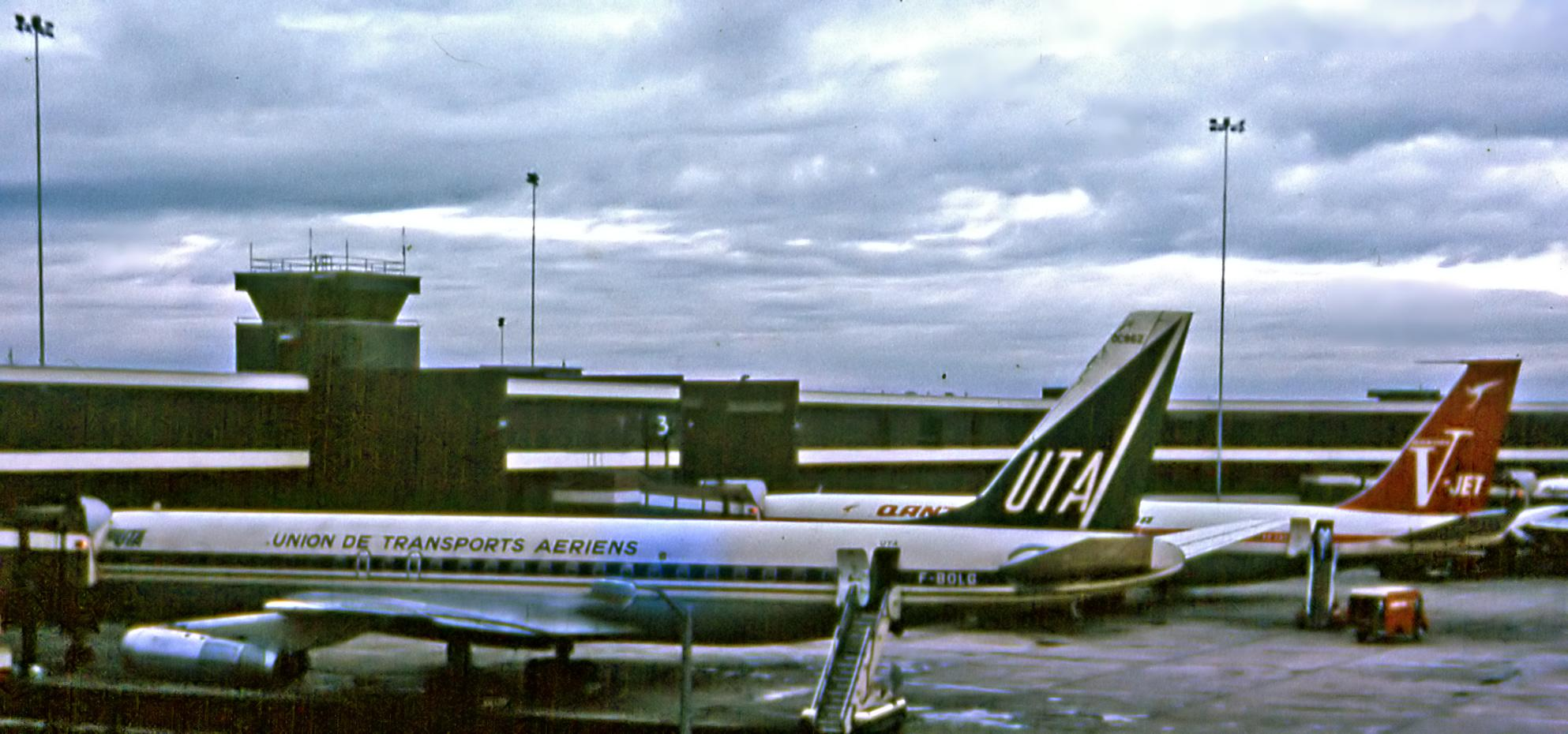
DC-8 (в більш старій лівреї)

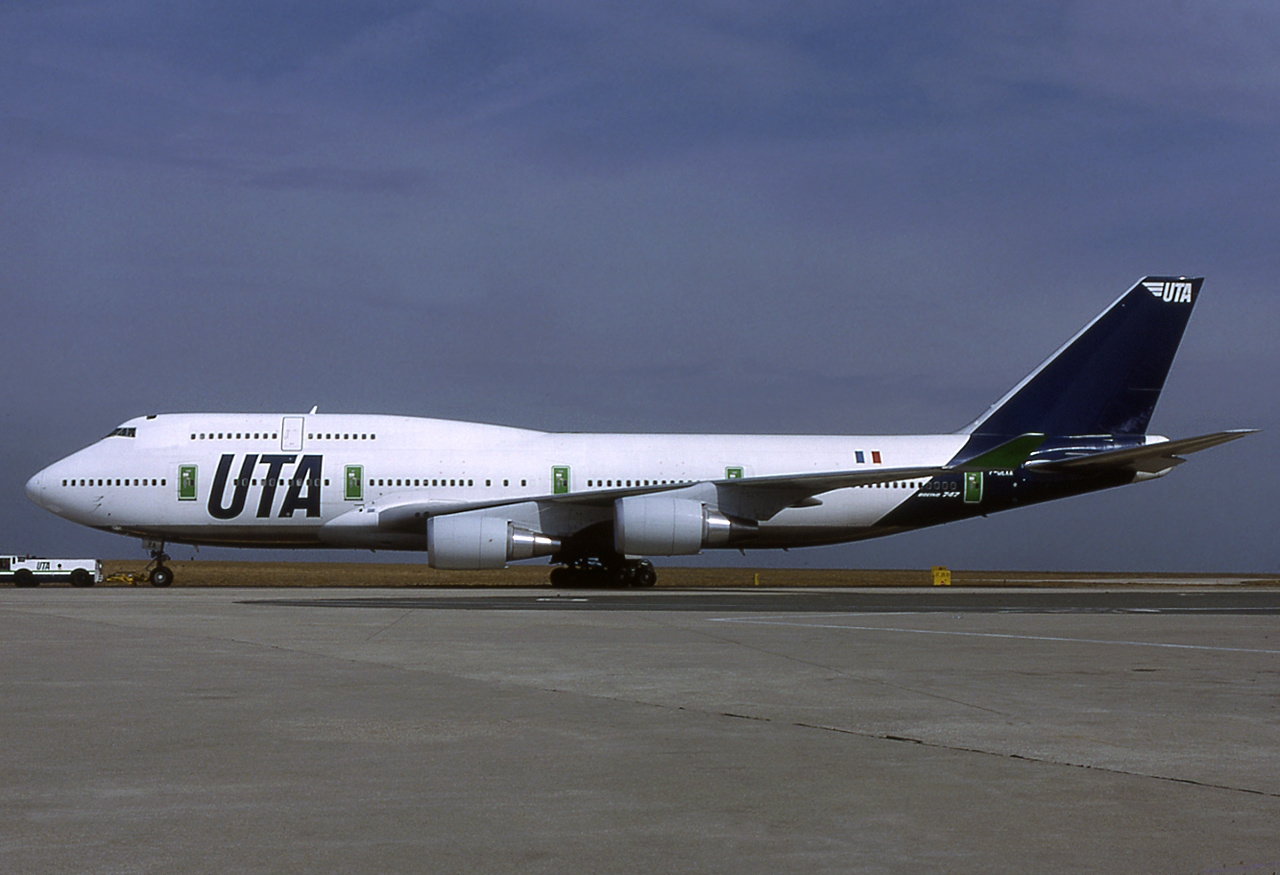
Boeing 747

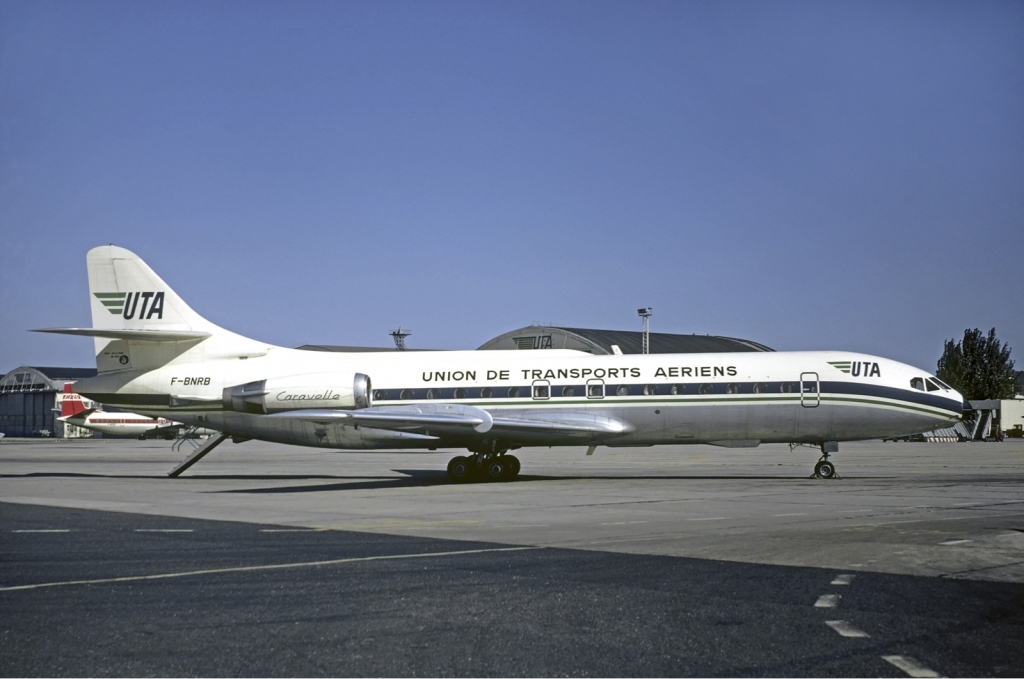
Caravelle

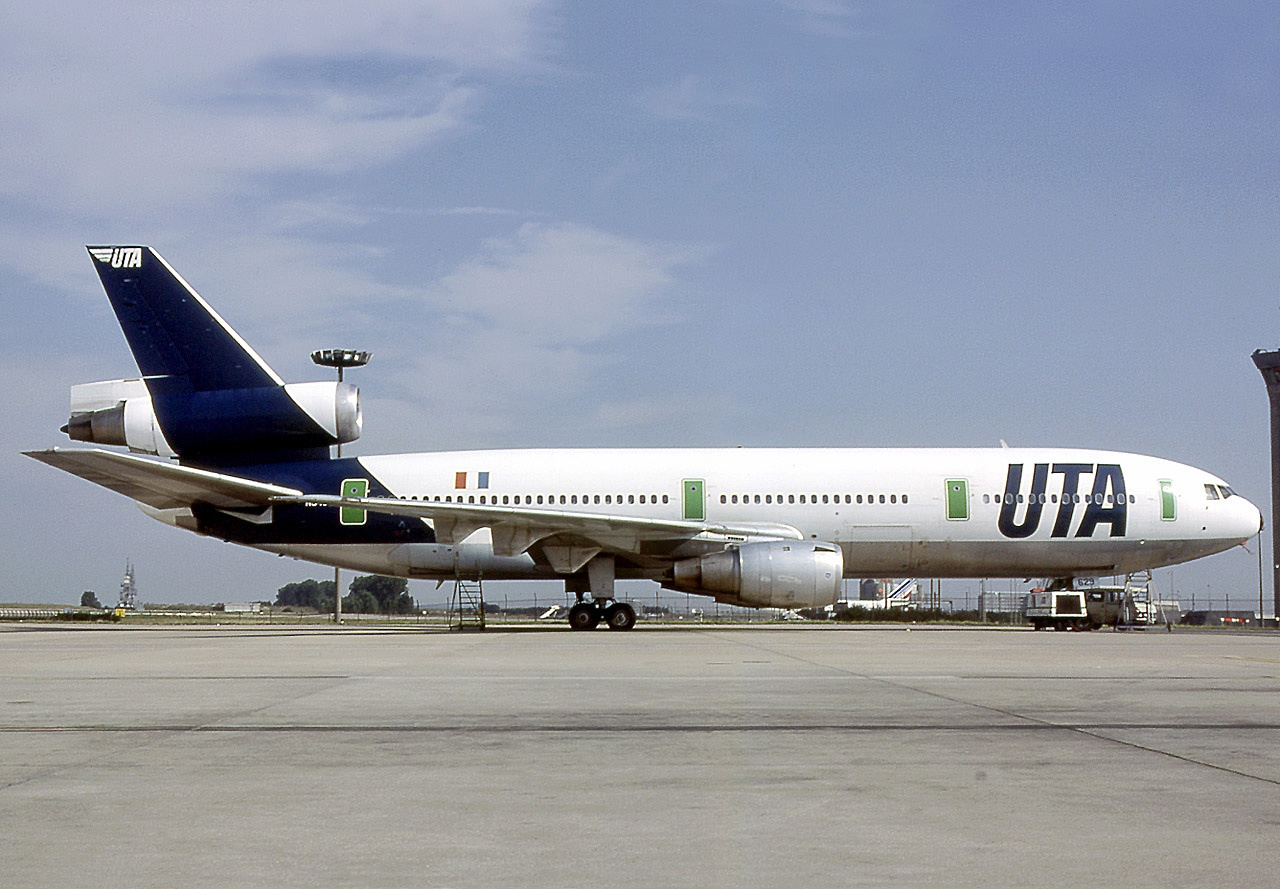
DC-10

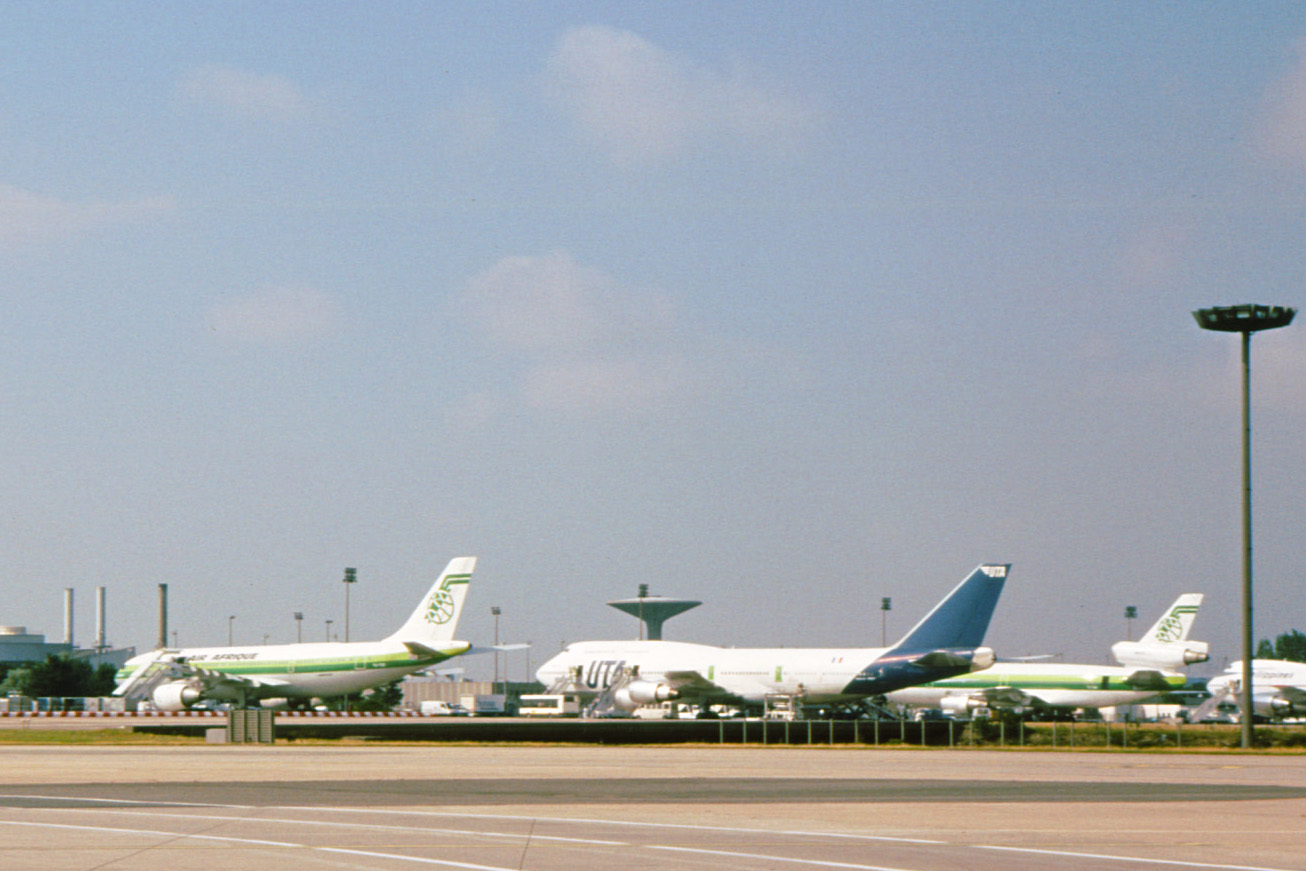
Boeing 747 UTA (посередині) разом з літаками Air Afrique

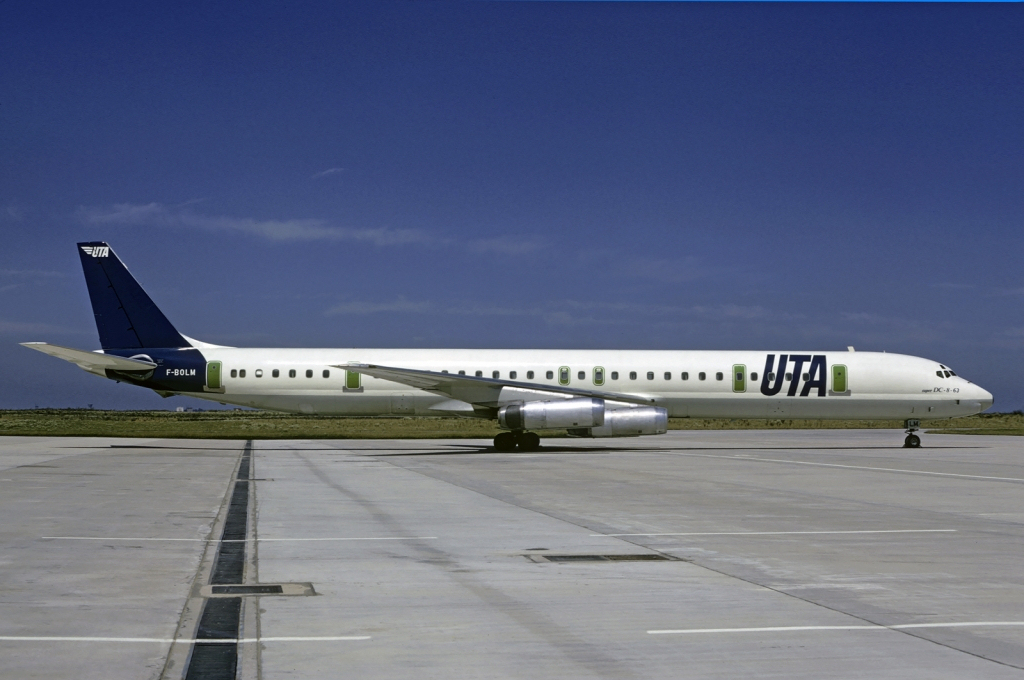
DC-8

- Beechcraft Model 18
- Douglas DC-4
- Douglas DC-6
- Douglas DC-7
- Douglas DC-8
- Fokker F-27
- Sud-Aviation SE-210 Caravelle 10B
- Boeing 737
- Douglas DC-10
- Boeing 747

## Інциденти та авіакатастрофи
- 2 жовтня 1964. Douglas DC-6 розбився під Гранадою, Андалусія, Іспанія. Літак виконував рейс в Пальма-де-Мальорку. Загинули всі 80 чоловік, що знаходилися на борту.
- 12 липня 1972. Викрадення літака UTA в Абіджані, Кот-Д'івуар. В результаті цього інциденту загинули 2 людини.
- 10 березня 1984. Douglas DC-8, який прямував рейсом Браззавіль-Нджамена-Париж, зруйнований вибухом 2 бомб. У інциденті ніхто не загинув, так як вибух першої бомби не був сильним, а пасажирів і екіпаж евакуювали з літака до вибуху другої бомби, повністю знищила літак.
- 16 березня 1985. Під час чищення салону Boeing 747 в Парижі сталася пожежа, яка повністю знищила літак. Ніхто не постраждав.
- 19 вересня 1989. McDonnell Douglas DC-10 летів з Браззавіля в Париж (із зупинкою в Нджамені), але коли він летів над пустелею Тенере (територія Нігеру) стався вибух бомби, що повністю зруйнував літак. Загинули всі 170 осіб, що знаходилися на борту. Друга за кількістю жертв трагедія в історії авіації Франції.

1. 1 2 3  Bibliothèque nationale de France Record #11866565b // BnF catalogue général — Paris: BnF.